# Френк Фіґлузі
Френк Фіґлузі повне ім'я Чезаре Френк Фіґлузі-молодший (народився 12 вересня 1962) — колишній американський співробітник правоохоронних органів, помічник директора ФБР з контррозвідки, письменник, оглядач.

## Освіта
Фіґлузі здобув ступінь бакалавра мистецтв з англійської літератури в Університеті Фейрфілда та ступінь доктора права з відзнакою в Школі права Університету Коннектикуту. Фіґлузі також закінчив програму національної безпеки Гарвардського університету для керівників вищої ланки уряду в Школі державного управління Джона Ф. Кеннеді.

## Кар'єра
Фіґлузі почав кар'єру у ФБР в ролі спеціального агента у серпні 1987 року. Він був помічником спеціального агента, відповідальним за офіс у Маямі, п'ятий за величиною офіс ФБР. Фіґлузі також обіймав посаду головного інспектора ФБР з грудня 2005 року до свого призначення спеціальним агентом, відповідальним за відділ Клівленда.
У лютому 2011 року тодішній директор ФБР Роберт Мюллер призначив Френка Фіґлузі помічником директора ФБР з контррозвідки (керівником Відділу контррозвідки ФБР). Як помічник директора він працював у штаб-квартирі ФБР у Вашингтоні, округ Колумбія.

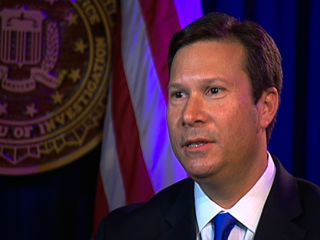
Фіґлузі обговорює нещодавню справу російського шпигуна та її наслідки.

Після служби в ФБР Фіґлузі продовжив кар'єру у General Electric, де протягом п'яти років працював помічником начальника відділу безпеки з розслідувань внутрішніх загроз, запобігання насильству на робочому місці та безпеки спеціальних заходів; компанія тоді мала близько 300 000 співробітників у 180 країнах. 
З 2018 працює оглядачем і старшим аналітиком з безпеки та розвідки для NBC та MSNBC.

## Автор
Френк Фіґлузі є автором двох документальних книг: The FBI Way: Inside the Bureau's Code of Excellence, опублікованої у 2021 році, та Long Haul: Hunting the Highway Serial Killers, опублікованої у 2024 році.

## Переклад українською
- Френк Фіґлузі. Система ФБР. Кодекс досконалості наймогутнішого відомства США / пер. з англ. Олег Качала. — К. : Наш Формат, 2023. — 200 с. — ISBN 978-617-8277-19-2.